# Le Mythe des sirènes
Le Mythe des sirènes (en italien Il mito delle Sirene) est un essai littéraire de Luigi Spina et Maurizio Bettini publié en 2007 en Italie (Giulio Einaudi Editore, Turin) et en 2010 en France (Éditions Belin, Paris), grâce à la traduction de Jean Bouffartigue. L'édition italienne fait partie intégrante de la série Mythologica par le même Bettini.